# قمر الماس‌زاده
قمر الماس‌زاده (ترکی آذربایجانی: Qəmər Hacıağa qızı Almaszadə، زاده ۱۰ مارس ۱۹۱۵، باکو – ۷ آوریل ۲۰۰۶، باکو) رقاص آذربایجانی و استاد باله بود، از قمر الماس‌زاده به عنوان نخستین رقاص جهان اسلام یاد می‌شود.
قمر، با نام مستعار تامارا در باکو در یک خانواده آذری از پدری کفاش و مادری در حرفه ماما، متولد شد. او در سنین جوانی، به انجام حرکت باله علاقه‌مند شد. توسط دوستش برای درس‌های باله در یک استودیو خصوصی (که بعداً به مدرسه رقص و باله باکو تبدیل شد) متقاعد شد. مادر قمر موارد علاقه جدید دخترش را برآورده می‌کرد، اما پدرش حاجی آقا الماس‌زاده یک مسلمان محافظه کار بود. با این حال مادرش به صورت مخفیانه به دختر خود در آموزش حرفه رقاصی و باله کمک کرد. بعد، زمانی او یک رقاصه مشهور شد.
پس از فارغ التحصیلی از مدرسه طراحی رقص در سال ۱۹۳۰، قمر الماس‌زاده شروع به کار در آکادمی ملی اپرا و تئاتر باله آذربایجان کرد. برای برآورده کردن انتظارات پدرش در سال ۱۹۳۲ در کالج معلمان مسکو وارد مطالعه و آموزش شد. وی مسکو را در ادامه تحصیلات ترک کرده و وارد باکو در اجرای یک اپرا به نام (شاخ-سنم (به ترکی آذربایجانی: Shakh-Senem)) شد. در سال ۱۹۳۳، او را به یک مدرسه حرفه‌ای باله در سن پترزبورگ، جایی که او به ماریا رومانوا اولانوا (مادر رقاصه جهان معروف به گالینا اولانوا) به عنوان یک مربی پذیرفته شد.